# Тучельский, Джон
Тучельский Джон (англ. John Tuchelsky; 1894, Детройт, Мичиган — 16 декабря 1938, Горький) — американский рабочий, инженер. На русском языке его называли Иваном Густавовичем.

## Биография
Родился в 1894 году в Детройте. Работал там же на заводе Генри Форда рабочим.
В 1922 году приехал в Советскую Россию с одной из первых групп американских специалистов по линии Общества технической помощи России.
Во время длительного путешествия из Нью-Йорка был избран начальником эшелона, в котором они направлялись из Петрограда в Сибирь с привезенными ими оборудованием и материалами.
По прибытии в Кемерово был избран мэром образовавшегося американского посёлка — Автономной индустриальной колонии «Кузбасс».
Участвовал в строительстве электростанции коксохимического завода, после его завершения временно выехал в США, где получил диплом инженера-электрика.
По возвращении в СССР продолжал работать в Кузбассе, а после ликвидации АИК переехал в Ленинград, где работал на одном из электрозаводов.
В 1930 году выехал на строительство Горьковского автомобильного завода (ГАЗ), жил в Дзержинске.
Женился на советской гражданке, у них родилась дочь, Эталь.
1 декабря 1937 года на собрании парторганизации завода Тучельского исключили из ВКП(б) под предлогом того, что он был знаком с одним из членом колонии, которого подозревали в шпионаже, «…за близкую связь с врагами народа и скрытие этой связи от парторганизации, за выступление в защиту врагов народа Арнольда и Внука».
Через месяц, в начале 1938 года, в период массовых сталинских репрессий, Тучельский был арестован по обвинению в шпионаже. Расследование шло год, подсудимый отрицал все обвинения, но в конце концов сознался в преступлении под пытками, а 16 декабря 1938 года скончался в тюремной больнице в г. Горьком.